# International Seminar
Das International Seminar (ISEM) ist eine jährlich stattfindende Lehr- und Lernveranstaltung der Dualen Hochschule Baden-Württemberg Mannheim. Seit dem Jahr 2000 ist es fester Bestandteil der Studiengänge International Business (vormals International Business Administration) (IBA) und International Business Information Technology (IBIT).
Studierende verschiedener Jahrgänge sowie Teilnehmer von kooperierenden ausländischen Hochschulen erarbeiten über den Zeitraum eines halben Jahrs in virtuellen Teams eine Seminararbeit. Hierbei werden Themen aus Wirtschaft, Kultur, Geschichte oder Gesellschaft einer ausgewählten Region behandelt.
| Jahr | Schwerpunkt                                       |
| ---- | ------------------------------------------------- |
| 2000 | Ferner Osten                                      |
| 2001 | Osteuropa                                         |
| 2002 | Südamerika                                        |
| 2003 | Indien                                            |
| 2004 | Mittelmeerraum                                    |
| 2005 | China                                             |
| 2006 | Afrika                                            |
| 2007 | Russia and the Commonwealth of Independent States |
| 2008 | Sustainability                                    |

In einer abschließenden Seminarwoche, in der alle Teilnehmer zusammenkommen, werden spezielle Themen vertieft bearbeitet und Expertenvorträge gehört. Den Höhepunkt des „Internationalen Seminars“ bildet die Präsentation der Ergebnisse in Form von Informationsmärkten und Vorträgen, zu denen die Öffentlichkeit eingeladen wird.
Wesentliche Ziele des in englischer Sprache durchgeführten Seminars sind die Vermittlung von internationalen Kenntnissen, die Wissensvernetzung durch die Beschreibung eines Gebietes aus verschiedensten Perspektiven, die Kooperation und Kommunikation in virtuellen Teams, das Training von wissenschaftlichen Arbeitstechniken sowie die Anwendung verschiedener Präsentationsmethoden.
Das Konzept wurde am 6. Juli 2004 mit dem Landeslehrpreis der baden-württembergischen Berufsakademien ausgezeichnet. Der Wissenschaftsminister des Landes Baden-Württemberg, Peter Frankenberg, lobte die Lehr- und Lernmethode als wegweisendes Kommunikationsinstrument.